# بخش دوریا
بخش دِوِریا (به انگلیسی: Deoria district) یک بخش در هند است که در ایالت اوتار پرادش واقع شده‌است. بخش دوریا ۲٬۵۳۵ کیلومتر مربع مساحت و ۳٬۱۰۰٬۹۴۶ نفر جمعیت دارد.